# Langres
Langres là một xã trong tỉnh Haute-Marne, thuộc vùng Grand Est của nước Pháp, có dân số là 9.586 người (thời điểm 1999).

## Thông tin nhân khẩu
| 1846  | 1891   | 1962  | 1968   | 1975   | 1982   | 1990  | 1999  |
| ----- | ------ | ----- | ------ | ------ | ------ | ----- | ----- |
| 9.719 | 10.719 | 9.731 | 11 001 | 11 437 | 10 468 | 9.987 | 9.586 |

## Các thành phố kết nghĩa
- Ellwangen (Jagst), Baden-Württemberg, Đức
- Abbiategrasso, Ý

## Những người con của thành phố
- Jules Violle
- Denis Diderot